# Уэстпорт

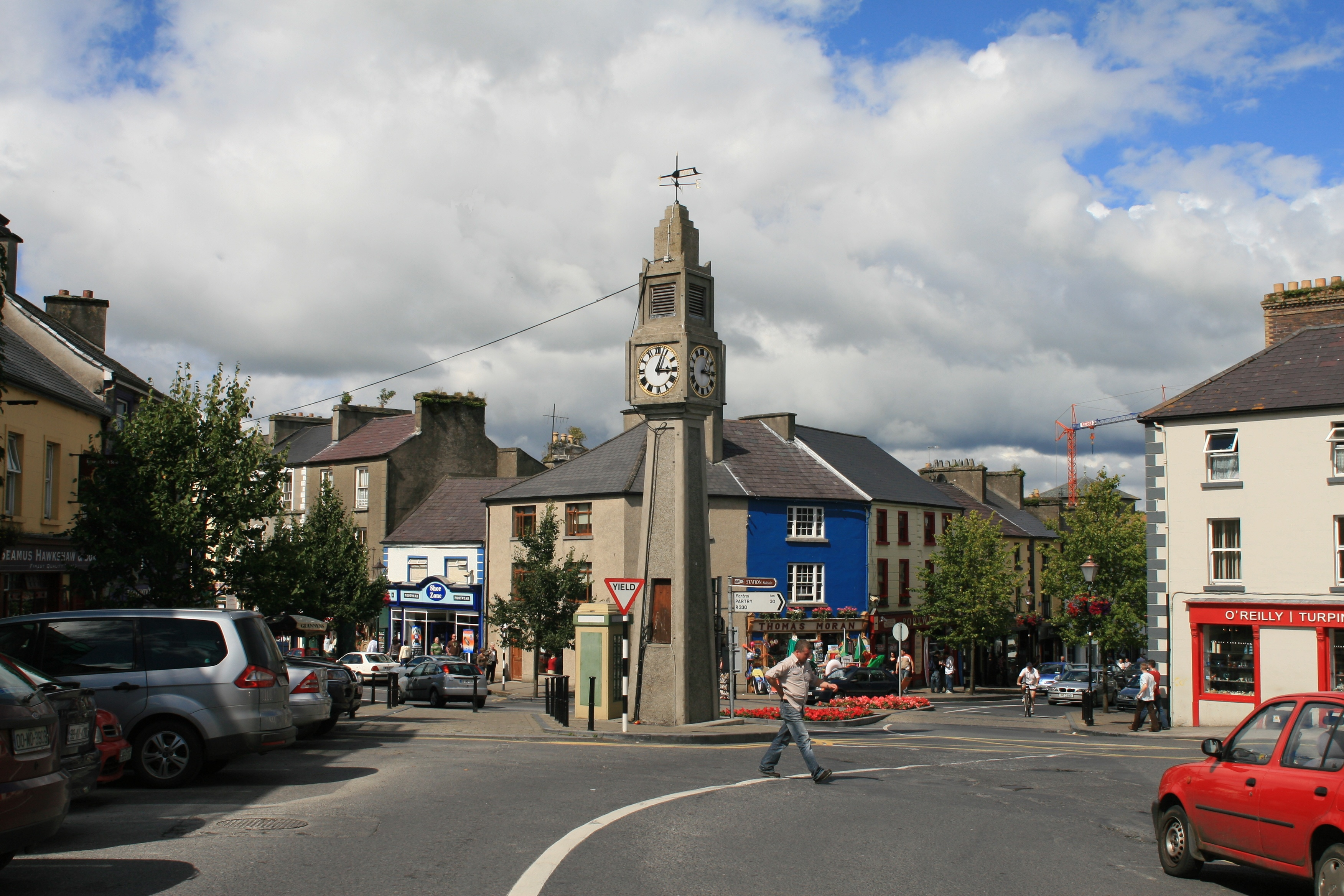
Часовая башня

Уэстпорт (англ. Westport, исторически — Cahernamart; ирл. Cathair na Mart, (Кахарь-на-Март), «каменный форт рогатого скота») — (малый) город в Ирландии, находится в графстве Мейо (провинция Коннахт). Изначально это была деревня с населением примерно в 700 человек, которая находилась где-то на востоке от Уэспорт Хауза; текущее своё имя и расположение поселение получило в 1780-х. Это один из немногих ирландских городов с регулярной планировкой.
Уэспорт трижды (в 2001, 2006 и 2008 годах) выигрывал Irish Tidy Towns Competition.
Уэспорт — главная туристическая цель всего Мэйо, одно из красивейших мест запада страны. Уильям Теккерей писал, что это самое красивое место из всех, что он видел.
Одна из причин туристических визитов — синие пляжи.
В январе 2008 Уэспорт стал первым городом, полностью доступным в 3D в Google Earth.
Города-побратимы Уэспорта — Лимавэди и Плугастель. Местная железнодорожная станция была открыта 28 января 1866 года.

## Демография
Население — 5 475 человек (по переписи 2006 года). В 2002 году население было 5634 человека. При этом, население внутри городской черты (legal area) было 5163, население пригородов (environs) — 312.
Данные переписи 2006 года:
| Общие демографические показатели |               |                               |                               |      |      |
| Всё население                    | Всё население | Изменения населения 2002—2006 | Изменения населения 2002—2006 | 2006 | 2006 |
| 2002                             | 2006          | чел.                          | %                             | муж. | жен. |
| 5 634                            | 5 475         | −159                          | −2,8                          | 2568 | 2907 |

В нижеприводимых таблицах сумма всех ответов (столбец «сумма»), как правило, меньше общего населения населённого пункта (столбец «2006»).
| Религия (Тема 2 — 5 : Число людей по религиям, 2006) |             |                |             |            |       |       |
| Католики, чел.                                       | Католики, % | Другая религия | Без религии | не указано | сумма | 2006  |
| 4 777                                                | 87,3        | 377            | 253         | 68         | 5 475 | 5 475 |

| Этно-расовый состав (Этничность. Тема 2 — 3 : Постоянное население по этническому или культурному происхождению, 2006) |            |              |       |        |        |            |       |       |
| Белые ирландцы | Лухт-шулта | Другие белые | Негры | Азиаты | Другие | Не указано | сумма | 2006  |
| 4 402 | 9          | 466          | 8     | 50     | 57     | 84         | 5 076 | 5 475 |
| Доля от всех отвечавших на вопрос, %                                                                                   |            |              |       |        |        |            |       |       |
| 86,7 | 0,2        | 9,2          | 0,2   | 1,0    | 1,1    | 1,7        | 100   | 92,71 |

1 — доля отвечавших на вопрос о языке от всего населения.
| Владение ирландским языком (Тема 3 — 1 : Число людей от 3 лет и старше по способности говорить по-ирландски, 2006) |       |            |       |       |
| Владеете ли Вы ирландским языком?                                                                                  |       |            |       |       |
| Да | Нет   | Не указано | сумма | 2006  |
| 2 218 | 2 963 | 114        | 5 295 | 5 475 |
| Доля от всех отвечавших на вопрос о языке, %                                                                       |       |            |       |       |
| 41,9 | 56,0  | 2,2        | 100   | 96,71 |

1 — доля отвечавших на вопрос о языке от всего населения.
| Использование ирландского языка (Тема 3 — 2 : Irish speakers aged 3 or over by frequency of speaking Irish, 2006) |                                                            |                                               |                                               |                                               |                                               |                                               |       |                                     |       |
| Как часто и где Вы говорите по-ирландски?                                                                         |                                                            |                                               |                                               |                                               |                                               |                                               |       |                                     |       |
| ежедневно, только в образовательных учреждениях                                                                   | ежедневно, как в образовательных учреждениях, так и вне их | в других местах (вне образовательной системы) | в других местах (вне образовательной системы) | в других местах (вне образовательной системы) | в других местах (вне образовательной системы) | в других местах (вне образовательной системы) | сумма | всего, отвечавших на вопрос о языке | 2006  |
| ежедневно, только в образовательных учреждениях                                                                   | ежедневно, как в образовательных учреждениях, так и вне их | ежедневно                                     | каждую неделю                                 | реже                                          | никогда                                       | не указано                                    | сумма | всего, отвечавших на вопрос о языке | 2006  |
| 487 | 26                                                         | 56                                            | 123                                           | 901                                           | 570                                           | 55                                            | 2 218 | 5 295                               | 5 475 |
| Доля от всех отвечавших на вопрос о языке, %                                                                      |                                                            |                                               |                                               |                                               |                                               |                                               |       |                                     |       |
| 9,2 | 0,5                                                        | 1,1                                           | 2,3                                           | 17,0                                          | 10,8                                          | 1,0                                           | 41,9  | 100                                 |       |

| Типы частных жилищ (Тема 6 — 1(a) : Число частных домовладений по типу размещения, 2006) |          |         |                 |            |       |       |
| Отдельный дом                                                                            | Квартира | Комната | Переносные дома | не указано | сумма | 2006  |
| 1 464                                                                                    | 244      | 11      | 3               | 52         | 1 774 | 5 475 |